# 拉斯普伯里 (阿肯色州)
拉斯普伯里（英語：Raspberry）是位於美國阿肯色州波普縣的一個非建制地區。該地的面積和人口皆未知。

## 地理
拉斯普伯里的座標為35°41′11″N 92°56′06″W / 35.68639°N 92.93500°W，而該地的平均海拔高度為589米（即1932英尺）。